# آرمسترانگ (دهانه)
آرمسترانگ یک دهانه برخوردی در ماه است.